# Edin Mujčin
Edin Mujčin (ur. 14 stycznia 1970 w Bosanskim Brodzie) – bośniacki piłkarz występujący na pozycji pomocnika.

## Kariera klubowa
Pierwszym klubem Mujčina był jugosłowiański Polet Bosanski Brod. W 1991 roku z powodu wojny w Bośni i Hercegowinie przerwał karierę. Wznowił ją w 1994 roku, zostając graczem chorwackiego zespołu NK Marsonia z Prva HNL. Spędził tam 1,5 roku.
Na początku 1996 roku odszedł do Croatii Zagrzeb, także grającej w Prvej HNL. W 1999 roku zmieniła ona nazwę na Dinamo Zagrzeb. Przez 5 lat gry dla tego klubu, Mujčin zdobył z nim 5 mistrzostw Chorwacji (1996, 1997, 1998, 1999, 2000) oraz 3 Puchary Chorwacji (1996, 1997, 1998).
W 2001 roku wyjechał do Japonii, by grać w tamtejszym JEF United Ichihara. Jego barwy reprezentował w sezonach 2001 oraz 2002. W 2002 roku Mujčin wrócił do Dinama Zagrzeb. W 2003 roku wywalczył z nim mistrzostwo Chorwacji, a w 2004 roku Puchar Chorwacji.
W 2005 roku przeszedł do innego pierwszoligowego zespołu, NK Kamen. Występował tam przez 2 lata. Następnie grał w trzecioligowych NK Lokomotiva oraz NK Lučko, z którym w 2008 roku awansował do drugiej ligi. W 2009 roku zakończył karierę.

## Kariera reprezentacyjna
W reprezentacji Bośni i Hercegowiny Mujčin zadebiutował 8 czerwca 1997 roku w przegranym 0:2 meczu eliminacji Mistrzostw Świata 1998 z Danią. 20 sierpnia tego samego roku w wygranym 3:0 pojedynku rewanżowym strzelił swojego jedynego gola w kadrze.
W latach 1997–2002 w drużynie narodowej rozegrał łącznie 24 spotkania i zdobył 1 bramkę.